# Incomplete (Bad Religion)
Incomplete is een single van de Amerikaanse punkband Bad Religion. Het is het eerste nummer van hun achtste studioalbum, Stranger than Fiction. Het werd naar aanleiding van het succes van het album uitgebracht als single. 
Van de vier singles die op het album staan is dit de enige die geen enkele hitlijst heeft gehaald.

## Musici
- Greg Graffin – zang
- Brett Gurewitz – gitaar
- Greg Hetson – gitaar
- Jay Bentley – basgitaar
- Bobby Schayer – drums